# Malinowszczyzna (powiat lubelski)
Malinowszczyzna – wieś w Polsce położona w województwie lubelskim, w powiecie lubelskim, w gminie Bełżyce.
W latach 1975–1998 miejscowość administracyjnie należała do ówczesnego województwa lubelskiego.
Wieś stanowi sołectwo gminy Bełżyce. Według Narodowego Spisu Powszechnego z roku 2011 wieś liczyła 154 mieszkańców.
Wierni Kościoła rzymskokatolickiego należą do parafii Trójcy Świętej i Narodzenia Najświętszej Maryi Panny w Chodlu.

## Części miejscowości
| SIMC    | Nazwa    | Rodzaj    |
| ------- | -------- | --------- |
| 1020884 | Za Lasem | część wsi |

## Historia
Według spisu powszechnego z roku 1921 miejscowość Malinowszczyzna – wówczas kolonia posiadała 7 domów i 58 mieszkańców.